# Ruta 20 (Uruguay)
La ruta 20 es una de las carreteras nacionales de Uruguay. Atraviesa los departamentos de Río Negro y Tacuarembó.

## Recorrido
La carretera tiene una longitud total de 154 kilómetros y se divide en dos tramos. El primero de ellos de 59 kilómetros comienza en la ruta 24 a la altura de su km 21 en el departamento de Río Negro y lo recorre en sentido oeste-este hasta la ruta 3 en su km 280.  El siguiente tramo de 95 kilómetros comienza en la misma ruta 3 en su km 275, recorre el departamento de Río Negro en  sentido suroeste-noreste hasta el arroyo Salsipuedes Grande, atravesándolo e ingresando en el departamento de Tacuarembó donde, luego de recorrer 10 km, finaliza su recorrido empalmando con la ruta 5 en su km 266 aproximadamente.
En su recorrido atraviesa las siguientes localidades:
- Grecco
- Sarandí de Navarro

En su recorrido empalma con las siguientes carreteras:
- km 10: ruta 24 (extremo oeste)
- km 69: ruta 3
- km 74: ruta 3
- km 122: ruta 4
- km 134: ruta 25
- km 149: ruta 5 (extremo este)

## Obras

#### Nuevo trazado
En junio de 2024 fue inaugurado un nuevo tramo de ruta en el departamento de Río Negro, por lo que se trazaron 35,650 kilómetros de carretera nueva, incluyendo la construcción de cuatro puentes. Este trazado corresponde al tramo entre el empalme con la ruta 4 y el empalme con la ex ruta 20, próximo al arroyo Tres Árboles. La obra costó aproximadamente 40 millones de dólares que incluyeron además la rehabilitación de otros 40 kilómetros de carretera ya existente.
Esta nuevo trazado permite simplificar el tránsito actual en 20 kilómetros, construyendo una vía rápida (90 km/h) con puentes insumergibles. Según la Dirección Nacional de Vialidad prevé un tránsito diario promedio anual de 179 vehículos, captando unos 70 vehículos pesados más asociados a la industria forestal de la zona.
La construcción fue subdividida en tres licitaciones y empresas:
• C/130 (ampliación): puentes sobre el arroyo Tala y arroyo Rolón y la construcción de la propia ruta 20 entre estos puentes (Empresa José Cujó S.A.)
• C/73 (ampliación): puentes de los arroyos Islas de Argüelles y Tres Árboles (Stiler S.A.)
• C/133: Ruta 20 entre arroyo Rolón y progresiva 138km500 salvo los puentes del arroyo Islas de Argüelles
y arroyo Tres Árboles (Meliter S.A.)